# دهستان سیاه‌منصور
دهستان سیاه منصور نام دهستانی در بخش مرکزی شهرستان بیجار، استان کردستان در ایران است. براساس سرشماری مرکز آمار ایران در سال ۱۳۸۵، جمعیت آن ۳۶۹۱ نفر (۸۲۵ خانوار) بوده‌است.